# جاستین کاکرین
جاستین کاکرین (انگلیسی: Justin Cochrane؛ زادهٔ ۲۶ ژانویهٔ ۱۹۸۲) بازیکن فوتبال اهل بریتانیا است.
از باشگاه‌هایی که در آن بازی کرده‌است می‌توان به باشگاه فوتبال کویینز پارک رنجرز، باشگاه فوتبال بورم‌وود، باشگاه فوتبال یئوویل تاون، باشگاه فوتبال روترهام یونایتد، باشگاه فوتبال کرو آلکساندرا، باشگاه فوتبال گیلینگام، باشگاه فوتبال میلوال، باشگاه فوتبال هیز و یدینگ یونایتد، و باشگاه فوتبال آلدرشات تاون اشاره کرد.
وی همچنین در تیم ملی فوتبال آنتیگوا و باربودا بازی کرده‌است.